# Futbol'nyj Klub Orël
L'Orël, ufficialmente Futbol'nyj Klub Orël' (in russo Футбольный клуб Орёл?), nota in epoca sovietica come Spartak Orël è una società calcistica russa con sede ad Orël.

## Storia

### Unione Sovietica
Fondata nel 1960 col nome di Lokomotiv Orël, partecipò nello stesso anno alla Klass B,seconda serie del Campionato sovietico di calcio. Vi rimase fino al termine della stagione 1962, quando, con la riforma dei campionati sovietici, la stessa divenne terza serie e la squadra retrocesse. L'anno seguente cambiò nome in Spartak; l'ulteriore riforma dei campionati sovietici della fine del 1969 costrinse il club ad una nuova retrocessione, con la Klass B che divenne quarta serie. L'anno seguente, però, la scomparsa della quarta serie garantì al club la promozione in terza serie, nel frattempo nota come Vtoraja Liga.
Vi rimase fino al 1989, senza ottenere risultati di rilievo; da segnalare solo il temporaneo cambi di denominazione, tra il 1973 e il 1975, quando fu noto come Stal. Al termine del 1989, la riforma del campionato sovietico vide il club retrocedere nella neonata Vtoraja Nizšaja Liga, quarto livello del campionato, dove rimase fino alla dissoluzione dell'Unione Sovietica.

### Russia
Con la fine dell'Unione Sovietica e la nascita del campionato russo di calcio fu collocato in Vtoraja liga, la terza serie; nel 1993 cambiò nome in Orël e, con la riforma del campionato, il diciassettesimo posto nel proprio girone significò retrocessione nella Tret'ja Liga, quarto livello del campionato. Nel 1996, grazie al terzo posto nel proprio girone, ritornò in terza serie.
Dopo diversi anni al vertice del proprio girone, nel 2003 vinse il girone Centro e conquistò l'approdo in seconda serie. Nei due anni successivi ottenne buoni risultati, ma nel 2006 cominciarono i problemi finanziari che portarono prima la squadra al ventesimo posto che significò la retrocessione, poi il club al fallimento. Nel 2007 ripartì dai dilettanti e nel 2008, cambiando nome in Rusiči, ottenne la licenza per giocare nei professionisti.
Dal 2012 riacquistò la denominazione di Orël.

## Palmarès

### Competizioni nazionali
- Pervenstvo Professional'noj Futbol'noj Ligi: 1

2003 (Girone Centro)

## Statistiche e record

### Partecipazione ai campionati

#### Unione Sovietica
| Livello | Categoria            | Partecipazioni | Debutto | Ultima stagione | Totale |
| ------- | -------------------- | -------------- | ------- | --------------- | ------ |
| 2º      | Klass B              | 3              | 1960    | 1962            | 3      |
| 3º      | Klass B              | 7              | 1963    | 1969            | 26     |
| 3º      | Vtoraja Liga         | 19             | 1971    | 1989            | 26     |
| 4º      | Klass B              | 1              | 1963    | 1963            | 3      |
| 4º      | Vtoraja Nizšaja Liga | 2              | 1990    | 1991            | 3      |

#### Russia
| Livello | Categoria       | Partecipazioni | Debutto   | Ultima stagione | Totale |
| ------- | --------------- | -------------- | --------- | --------------- | ------ |
| 2º      | Pervyj divizion | 3              | 2004      | 2006            | 3      |
| 3º      | Vtoraja liga    | 3              | 1992      | 1997            | 19     |
| 3º      | Vtoroj divizion | 12             | 1998      | 2012-2013       | 19     |
| 3º      | PPF Ligi        | 4              | 2013-2014 | 2016-2017       | 19     |
| 4º      | Tret'ja Liga    | 3              | 1994      | 1996            | 3      |